# Alex Ross
Alex Ross   (Portland, 22 de gener de 1970) de nom complet Nelson Alexander Ross és un autor de còmic estatunidenc conegut principalment per les seves pàgines interiors pintades, portades i treballs de disseny. Es va donar a conèixer amb la minisèrie Marvels de 1994, en la qual va col·laborar amb l'escriptor Kurt Busiek per a Marvel Comics. Des de llavors, ha realitzat diversos projectes tant per a Marvel com per a DC Comics, com la minisèrie Kingdom Come de 1996, que Ross va coescriure, portades i dissenys de personatges per a la sèrie Astro City de Busiek, i diversos projectes per a Dynamite Entertainment. El seu treball a llargmetratges inclou l'art conceptual i narratiu per a Spider-Man i Spider-Man 2, i l'embalatge de DVD per a la pel·lícula El protegit de M. Night Shyamalan. Ha fet portades per a TV Guide, art promocional per als Oscar, cartells i disseny d'envasos per a videojocs, i les seves interpretacions de superherois s'han comercialitzat com a figures d'acció.
S'ha dit que l'estil de Ross, que sol emprar una combinació de guaix i rentat, presenta "un ambient entre Norman Rockwell i George-Pérez", i ha estat elogiat per les seves representacions realistes i humanes dels personatges clàssics del còmic. El seu estil de representació, la seva atenció als detalls i la tendència percebuda dels seus personatges a ser representats mirant a la distància en imatges de portada ha estat satiritzat a la revista Mad.

## Biografia
Alex Ross va néixer a Portland, Oregon, i es va criar a Lubbock, Texas. El seu pare, Clark, era ministre de l'Església Unida de Crist, i la seva mare, Lynette, una artista comercial de la qual aprendria moltes de les marques del seu estil artístic. Ross va començar a dibuixar als tres anys i va ser influenciat pels superherois quan va descobrir Spider-Man en un episodi de la sèrie de televisió per a nens The Electric Company.
Més tard es veuria influenciat per dibuixants de còmics com John Romita Sr., Neal Adams, George Pérez i Bernie Wrightson, i va intentar imitar l'estil de Pérez quan feia treballs de superherois, i el de Wrightson quan feia el que ell anomena treball "seriós". Als 16 anys, Ross va descobrir el treball realista d'il·lustradors com Andrew Loomis i Norman Rockwell, i va imaginar algun dia veure aquests estils aplicats a l'art del còmic.
Als 17 anys, Ross va començar a estudiar pintura a l'American Academy of Art de Chicago, on havia estudiat la seva mare. Durant els seus anys allà, Ross va descobrir l'obra d'altres artistes com JC Leyendecker i Salvador Dalí, la "qualitat hiperrealista", va veure Ross, no estava tan lluny de la dels còmics. Va ser durant aquest temps quan va tenir la idea de pintar els seus propis còmics. Ross es va graduar després de tres anys.

## Carrera

### Dècada de 1990
Després de graduar-se, Ross va agafar una feina en una agència de publicitat com a artista de storyboard. El primer treball de còmic publicat de Ross va ser la minisèrie de cinc números de 1990, Terminator: The Burning Earth, escrita per Ron Fortier i publicada per NOW Comics. Ross va crear tot l'art, des del llapis fins a pintar per a la sèrie. Durant els propers anys va realitzar treballs similars en diversos títols. El seu primer treball per a Marvel Comics havia d'haver estat imprès a la sèrie d'antologia de ciència-ficció Open Space nº 5, però el títol es va cancel·lar amb el número 4 (agost de 1990). La història de Ross es va imprimir el 1999 com a suplement especial de l' Alex Ross Special de Wizard. El 1993, va completar la seva primera tasca de superheroi pintat, la portada d'una novel·la de Superman, Superman: Doomsday &amp; Beyond.
Durant aquest temps, Ross va conèixer l'escriptor Kurt Busiek, i els dos van començar a presentar propostes per a sèries que inclourien pintures com a art intern. Marvel va acceptar un projecte que explicaria part de la història de l'Univers Marvel des de la perspectiva d'una persona normal. Aquella sèrie limitada, Marvels, es va publicar el 1994, i narrava la vida d'un fotoperiodista, mentre reaccionava a viure en un món de superherois i supermalvats.
Busiek, Ross i el dibuixant Brent Anderson van crear Astro City, publicat per primera vegada per Image Comics el 1995 i més tard per WildStorm Comics. La sèrie presenta un món de superherois original i continua amb el tema de Marvels, explorant com la gent comuna, els superherois i els vilans reaccionen davant un món on el fantàstic és comú. Ross pinta les portades i ajuda a configurar el vestuari i l'aspecte general de la sèrie, que s'ha publicat esporàdicament els darrers anys.
El 1996, Ross va treballar amb l'escriptor Mark Waid a la sèrie limitada de DC Comics Kingdom Come, que presenta un possible futur per a l'Univers DC, en què Superman i diversos altres superherois clàssics tornen de la seva jubilació per controlar una generació de brutals anti- herois. L'obra presentava les versions redissenyades de Ross de molts personatges de DC, així com una nova generació de personatges. Ross va cocrear el personatge original Magog, modelant la seva aparença i vestuari a Cable i Shatterstar, dos personatges creats per Rob Liefeld. L'escriptor i executiu de DC Comics Paul Levitz va observar que "El profund coneixement de Waid sobre el passat dels herois els va servir molt, i l'estil artístic únic de Ross va fer una declaració poderosa sobre la realitat del món que van construir".
Ross va seguir Kingdom Come amb Uncle Sam, un treball no superheroic per a la línia Vertigo de DC, un treball experimental que examinava el costat fosc de la història dels Estats Units. Ross va dibuixar les portades lenticulars de Superman: Forever nº 1 (juny de 1998) i Batman: No Man's Land nº 1 (març de 1999). Entre 1998 i 2003, l'escriptor Paul Dini i Ross van produir edicions anuals de mida tabloide celebrant els 60 aniversaris de Superman de DC Comics (Superman: Peace on Earth), Batman (Batman: War on Crime), Shazam (Shazam! Power of Hope), i Wonder Woman (Wonder Woman: Spirit of Truth), així com dos especials amb la Lliga de la Justícia, Secret Origins i Liberty and Justice.

### Anys 2000
A principis dels anys 2000, amb l'escriptor Jim Krueger, Ross va traçar i dissenyar personatges per a una trilogia de sèries limitades de Marvel, Earth X, Universe X i Paradise X, que combinaven desenes de personatges de Marvel de diferents èpoques.
Quan la pel·lícula de M. Night Shyamalan, Unbreakable, va ser llançada en vídeo l'any 2001, el DVD incloïa una inserció amb l'art original de Ross, així com un comentari de Ross, sobre els superherois, als extres especials de la pel·lícula.
L'any 2001, Ross va ser elogiat pel seu treball en còmics especials en benefici de les famílies dels morts en els atacs de l'11 de setembre de 2001, inclosos els seus retrats de paramèdics, policies i bombers. Ha dissenyat productes de DC, inclosos pòsters, plats de sopar i estàtues. A finals de 2001, Ross va pintar quatre portades de la TV Guide del 8 de desembre de 2001, que representava Tom Welling, Kristin Kreuk i Michael Rosenbaum de la sèrie de televisió Smallville i Superman.
Ross va dissenyar una sèrie de vestits per a la pel·lícula de 2002 Spider-Man, encara que no es van utilitzar a la pel·lícula. A l'enllaç del videojoc de la pel·lícula, com a ou de Pasqua, és possible desbloquejar una versió jugable del disseny de Spider-Man de Ross. Quan utilitzeu això, el Green Goblin inclourà un dels vestits de personatges no utilitzats de Ross. El disseny de Ross va ser presentat com un vestit desbloquejable i disponible en una versió blanca al joc de PlayStation Spider-Man 2: Enter Electro.
A principis de 2002, Ross va dissenyar el cartell promocional dels Premis Oscar de 2001, que representava l'Oscar enfilat dalt del Primer Edifici Nacional. L'Acadèmia va prestar a Ross una estatueta de l'Oscar real durant una setmana perquè la utilitzés com a referència per a la pintura. Ross va declarar que va fotografiar els membres de la seva família com si l'estiguessin rebent. Aquell mateix any, va ser un dels quatre artistes que van representar a Spider-Man en una de les portades del número de TV Guide del 27 d'abril de 2002 com a vinculació promocional al llargmetratge Spider-Man.
Ross va il·lustrar la portada dels àlbums Anthrax We've Come for You All (2003), Music of Mass Destruction (2004), Worship Music (2011) i For All Kings (2016).
El 2003, Pantheon Books va publicar el llibre de taula de cafè Mythology: The DC Comics Art of Alex Ross, escrit i dissenyat per Chip Kidd, i amb un pròleg escrit per M. Night Shyamalan. A finals de 2005, es va publicar una versió de butxaca del llibre per incloure noves obres d'art de Ross, inclosos esbossos per a la seva mini-sèrie Justice. També el 2004, Ross va dissenyar 15 pintures per als crèdits inicials de la pel·lícula Spider-Man 2. Les pintures presentaven elements clau de la primera pel·lícula. Més tard, Ross va donar les pintures per subhastar-les a eBay en benefici del Front Unit contra el Càncer.
El 2005, Ross va dissenyar les portades d'il·lustració del DVD per a la reedició de Gatchaman per ADV Films. Va aparèixer en un reportatge on parlava de la implicació de Gatchaman en la seva carrera.
L'agost de 2005, Ross va tornar a treballar amb l'escriptor Jim Krueger i el dibuixant Doug Braithwaite en una sèrie limitada bimensual de 12 números Justice per a DC Comics. La sèrie se centra en els enemics de la Lliga de la Justícia d'Amèrica que s'uneixen en un esforç per derrotar-los.
La portada del DVD "Savior of the Universe Edition" de la pel·lícula de 1980 Flash Gordon, estrenada el 7 d'agost de 2007, inclou una portada pintada per Ross. Un àvid fan de la pel·lícula, va protagonitzar un llargmetratge del DVD on va parlar de la pel·lícula, que anomena com la seva pel·lícula preferida de tots els temps.
El 2008, Ross es va embarcar en projectes centrats en personatges de l'Edat d'Or: Project Superpowers amb Jim Krueger per a Dynamite Entertainment. Aquell mateix any, Ross va escriure i il·lustrar Avengers/Invaders. Compta amb personatges de Marvel, però va ser publicat per Dynamite Entertainment. La història enfronta versions de la Segona Guerra Mundial del Capità Amèrica, Namor i altres personatges de guerra clàssics amb els grups moderns dels Venjadors. A finals de 2008 es van llançar dues impressions de Ross que es van convertir en samarretes: una, "Bush Sucking Democracy Dry", amb George W. Bush com un vampir xuclar la sang de Lady Liberty, i l'altra, "Time for a Change", amb Barack Obama com a superheroi. Aquest últim es va convertir en una samarreta, amb la qual es va veure a Obama posant en un acte públic. Ross va pintar la portada "Kollectors Edition" per al joc de consola Mortal Kombat vs. Univers DC. L'art es va publicar el 9 d'octubre de 2008, així com un vídeo que narrava el procés de pintura de Ross. Ross apareix al seu propi segment al Blu-ray/DVD inclòs al paquet.
Dynamite Entertainment va anunciar que Ross il·lustraria portades de la sèrie Fighting American.

### Anys 2010
Altres projectes de Ross per a Dynamite van incloure actuar com a director creatiu de la sèrie de còmics The Phantom i fent equip amb Kurt Busiek a Kirby: Genesis, una minisèrie de vuit números que es va estrenar el 2011. La sèrie va ser la seva primera col·laboració completa des de Marvels 17 anys abans, i compta amb un gran grup de personatges propietat del creador de Jack Kirby, els drets dels quals van ser adquirits per Dynamite, com ara Silver Star, Captain Victory, Galaxy Green, Tiger 21 i els Ninth Men. Ross va ser coargumentista i es encarregar de dissenys i les portades de la sèrie, a part de supervisar l'obra en general amb Busiek, que n'era l'escriptor.
Des del 2011, Ross pinta portades de diversos títols de Dynamite com The Green Hornet, Silver Star, Captain Victory, The Bionic Man, Lord of the Jungle, The Spider, entre d'altres.
El 2012 Ross va dibuixar obres d'art promocionals de Ratonhnhaké:ton, el personatge principal del videojoc Assassin's Creed III, utilitzat a la portada del número d'abril de 2012 de Game Informer i la caixa d'acer col·leccionable proporcionada amb determinades edicions del joc. Aquell mateix any, Ross va tornar a l'art pintat d'interiors amb Masks, una història en què The Shadow, the Spider, the Green Hornet, Zorro i altres uneixen forces per combatre una amenaça comúna.
El 2013 Ross va crear un pòster exclusiu de precomanda de GameStop per al videojoc Watch Dogs, que estava previst que es posés a la venda el 19 de novembre d'aquell any, però que es va endarrerir fins al 2014. El joc està ambientat a la ciutat natal de Ross, Chicago, que Ross va emfatitzar a la imatge posant la Torre Willis i les vies elevades del tren al fons.
Amb el rellançament de l'"All-New, All-Different Marvel" de Marvel, Ross va fer una varietat de portades per als còmics principals del rellançament, com ara la portada de The Amazing Spider-Man i Squadron Supreme.
L'any 2015, després de la conclusió de la història de "Secret Wars" d'aquell any, Ross va dissenyar la variació d'alta tecnologia del vestit de Spider-Man que va portar el personatge durant la carrera de Dan Slott i Giuseppe Camuncoli a The Amazing-Spider-Man.

### Anys 2020
El 2020, Ross va proporcionar la portada principal The Rise of Ultraman nº 1 de Marvel Comics.
L'abril de 2022, es va informar que Ross estava entre les més de tres dotzenes de creadors de còmics que contribuirien al llibre d'antologia de beneficis d'Operation USA, Comics for Ukraine: Sunflower Seeds, un projecte encapçalat per l'editor Scott Dunbier, els beneficis del qual es destinarien a esforços de socors per a Refugiats ucraïnesos derivats de la invasió russa d'Ucraïna des de febrer de 2022. Ross va proporcionar la portada de l'edició de tapa dura del llibre.
Al setembre de 2022, es va publicar Fantastic Four: Full Circle, una novel·la gràfica de 64 pàgines en què els Quatre Fantàstics s'aventuren a través de la Negative Zone, en la qual Ross va exercir tant d'escriptor com d'artista.

## Vida personal
Des de desembre de 2018, Ross viu als suburbis de Chicago.

## Joguines
DC Direct, la divisió de col·leccionisme de DC Comics, ha produït tres conjunts de figures d'acció del còmic Kingdom Come basats en l'art d'Alex Ross. El primer conjunt de figures incloïa Superman, Wonder Woman, Green Lantern i Hawkman. El segon conjunt incloïa Batman, Red Robin, Captain Marvel i Kid Flash. L'últim conjunt incloïa Magog, Flash, Wonder Woman amb armadura i Deadman. Una figura exclusiva de Red Arrow es va publicar a través de la revista ToyFare. DC Direct també va llançar diversos altres personatges dissenyats per Ross a través de les seves línies de joguines Elseworlds. Aquestes figures incloïen el Spectre, Norman McCay, Jade, Nightstar, Aquaman i Blue Beetle. Ross va dissenyar el vestuari que porta l'encarnació actual de Batwoman; aquest personatge ha estat llançat en forma de figura d'acció per DC Direct com a part de la seva línia de joguines "52".
DC Direct ha llançat una línia de figures d'acció per al còmic Justice basat en l'obra d'Alex Ross.
El 2019, Hasbro va llançar diverses figures basades en l'art d'Alex Ross com a part de la línia Marvel Legends. Les joguines es van llançar per celebrar el 80è aniversari de Marvel Comics, i incloïen versions dissenyades per Ross d'Iron Man, Thor i el Capità Amèrica.

## Premis
- Premis "Reuben" del còmic de la National Cartoonists Society
  - 1998 Premi "Reuben" del còmic de la National Cartoonists Society per Superman: Peace on Earth .
- Premis Eisner
  - 1994 Will Eisner Comic Industry Awards – Nominat – Millor artista de portada: (per Marvels [Marvel])
  - 1994 Will Eisner Comic Industry Awards – Guanyador – Millor pintor/artista multimèdia: (Marvels (Marvel))
  - 1996 Will Eisner Comic Industry Awards – Guanyador – Millor artista de portada: (per Astro City [Jukebox Productions/Image] de Kurt Busiek)
  - 1997 Will Eisner Comic Industry Awards – Guanyador – Millor artista de portada: (per Kingdom Come [DC] i Astro City de Kurt Busiek [Jukebox Productions/Homage])
  - 1997 Will Eisner Comic Industry Awards – Guanyador – Millor pintor/artista multimèdia: (Kingdom Come (DC Comics))
  - 1998 Will Eisner Comic Industry Awards – Guanyador – Millor artista de portada: (per Astro City [Jukebox Productions/Image] de Kurt Busiek i Uncle Sam [DC/Vertigo])
  - 1998 Will Eisner Comic Industry Awards – Guanyador – Millor pintor/artista multimèdia: (Uncle Sam [DC Comics/Vertigo])
  - 1999 Will Eisner Comic Industry Awards – Guanyador – Millor pintor/artista multimèdia: (Superman: Peace on Earth [DC Comics])
  - Premis Will Eisner Comic Industry 2000 – Guanyador – Millor artista de portada: (per Batman: No Man's Land, Batman: Harley Quinn i Batman: War on Crime [DC]; i Astro City [Homage/DC/Wildstorm] de Kurt Busiek); i America's Best Comics alternate #1 [Wildstorm/DC])
  - 2000 Will Eisner Comic Industry Awards – Guanyador – Millor pintor/artista multimèdia: (Batman: War on Crime (DC Comics))
  - 2003 Will Eisner Comic Industry Awards – Guanyador – Bob Clampett Humanitarian
  - Premis Will Eisner Comic Industry 2010 – Nominat – Millor artista de portada: (Astro City: The Dark Age (DC Comics/WildStorm); Project Superpowers (Dynamite))
- Premis Harvey
  - 1994 Harvey Awards Millor artista o dibuixant Alex Ross, per Marvels (Marvel Comics)
  - 1997 Premis Harvey al millor artista o dibuixant Alex Ross per Kingdom Come (DC)
  - 1996 Premis Harvey Millor artista de portada Alex Ross, per Astro City #1 de Kurt Busiek (Imatge)
  - 1997 Premis Harvey al millor artista de portades Alex Ross, per Kingdom Come #1 (DC)
  - 1998 Premis Harvey Millor artista de portada Alex Ross, per Astro City de Kurt Busiek (Imatge/Homenatge), Batman: Legends of the Dark Knight #100 (DC), Squadron Supreme (Marvel Comics)
  - 1999 Premis Harvey a la millor portada Alex Ross, per Astro City de Kurt Busiek (Imatge/Homenatge), Superman Forever (DC), Superman: Peace on Earth (DC)
  - 1994 Harvey Awards Millor Continuació o sèrie limitada Marvels, de Kurt Busiek i Alex Ross; editat per Marcus McLaurin (Marvel Comics)
  - 1995 Harvey Awards Millor número senzill o Story Marvels #4, de Kurt Busiek i Alex Ross; editat per Marcus McLaurin (Marvel Comics)
  - Premis Harvey 2000 Millor àlbum gràfic d'obra original Batman: War on Crime de Paul Dini i Alex Ross, editat per Charles Kochman i Joey Cavalieri (DC)
  - 1995 Harvey Awards Millor àlbum gràfic d'obres publicades anteriorment Marvels de Kurt Busiek i Alex Ross; editat per Marcus McLaurin (Graphitti Graphics)
  - Premi especial dels Harvey Awards 1994 a l'excel·lència en Presentació Marvels, de Kurt Busiek i Alex Ross; editat per Marcus McLaurin; disseny de Joe Kaufman i Comicraft (Marvel Comics)

Ross va guanyar el CBG Fan Award de la Comics Buyer's Guide com a pintor preferit set anys consecutius, donant lloc a la retirada d'aquesta categoria d'aquesta publicació. L'editor principal de Comics Buyer's Guide, Maggie Thompson, va comentar al respecte el 2010: "Ross pot ser simplement el pintor preferit del camp, punt. Això malgrat que molts pintors destacats estan treballant en els còmics actuals." Ross també va ser nomenat millor artista de portada pels CBG Awards 11 anys seguits, de 1995 a 2005.

### Treball de pàgines interiors

#### DC Comics
- Sandman Mystery Theatre Annual # 1 (vuit pàgines, entre altres artistes) (1994)
- Kingdom Come, minisèrie, #1–4 (1996)
- EUA (a.k.a. Uncle Sam), minisèrie, #1–2 (1997)
- Superman and Batman: World's Funnest (tres pàgines, entre altres artistes) (2000)
- Batman Black and White vol. 2, "Case Study" (vuit pàgines, entre altres artistes) (2002)
- Action Comics #800 (una pàgina, entre altres artistes) (2003)
- The World's Greatest Super-Heroes, antologia recopilada (2005)
  - Superman: Peace on Earth (1998)
  - Batman: War on Crime (1999)
  - Shazam!: Power of Hope (2000)
  - Wonder Woman: Spirit of Truth (2001)
  - JLA: Secret Origins (2002)
  - JLA: Liberty and Justice (2003)
- Justice, sèrie limitada, #1–12 (pintura sobre llapis de Doug Braithwaite, 2005–2007)
- JSA Kingdom Come Special: Superman (art a llapis, colors d'Alex Sinclair) (2009)

#### Dynamite Entertainment
- Avengers/Invaders, sèrie limitada, #1–12 (2008–2009) (Marvel/Dynamite)
- Project Superpowers #1–8; vol. 2 #1–13 (2008–2010)
- Kirby Genesis # 0–8 (amb Jack Herbert) (2011-2012)
- Masks #1 (2012)

#### Eclipse Comics
- Miracleman: Apocrypha #3 (història de nou pàgines) (1992)

#### Image Comics
- Battle of the Planets #0.5 (només llapis, entre altres artistes) (2002)

#### Marvel Comics
- Clive Baker's Hellraiser #17–18 (1992)
- Marvels, minisèrie, #0–4 (1994)
- Earth X, minisèrie, #1–12 (històries de text complementàries) (1999–2000)
- The Torch, minisèrie, #1–8 (guió) (2009–2010)
- Captain America #600 (dues pàgines, entre altres artistes) (2009)
- Marvelocity: The Marvel Comics Art of Alex Ross (deu pàgines) (2019)
- Fantastic Four : Full Circle (escriptor i artista) (2022)

#### Now Comics
- Terminator: The Burning Earth #1–5 (1990)

### Treball de portades

#### DC Comics
- Action Comics #871 (2009)
- Astro City :
  - Especial Astra # 1–2 (2009)
  - Astro City vol. 3 #1–46 (2013–2017)
  - Una guia del visitant (2004)
  - Bellesa (2008)
  - L'Edat Fosca, Llibre 1 # 1–4 (2005)
  - L'edat fosca, llibre dos núm. 1–4 (2007)
  - L'edat fosca, llibre tres núm. 1–4 (2009)
  - L'edat fosca, llibre quatre núm. 1–4 (2010)
  - Dark Age 1: Germans i altres estranys (2008)
  - Herois locals núm. 1–5 (2003–04)
  - Samaritan (2006)
  - Agent de plata (2010)
  - Especial #1 (2004)
- Batman #676–686 (2008–2009)
- Batman: Harley Quinn #1 (1999)
- Batman: Legends of the Dark Knight #100 (1997)
- Batman: No Man's Land #1 (1999)
- Black Adam: The Dark Age, minisèrie, #1 (2007)
- Captain Atom: Armageddon (2005)
- Countdown to Infinite Crisis #1 (pintura sobre llapis de Jim Lee) (2005)
- Crisis on Multiple Earths #1, 3–4 (2002–2006)
- DC Comics Presents (homenatge a Julius Schwartz):
  - The Flash (2004)
  - Mystery in Space (2004)
- Detective Comics #860 (2010)
- Green Lantern vol. 4 #1 (coberta variant)
- The Greatest Stories Ever Told:
  - Batman #1–2 (2005–2007)
  - Flash (2007)
  - Green Lantern (2006)
  - JLA (2006)
  - Joker (2008)
  - Shazam! (2008)
  - Superman # 1–2 (2004–2006)
  - Superman/Batman (2007)
  - Wonder Woman (2007)
- History of the DC Universe (2002)
- Justice League of America vol. 2 #12; The Lightning Saga (2007-2008)
- JSA núm. 68–69, 72–81; Annual número 1 (2005–2008)
- JSA Kingdom Come Special: Magog (2009)
- JSA Kingdom Come Special: The Kingdom (2009)
- Justice Society of America vol. 3 #1–26 (2007–2009)
- 9-11: The World's Finest Comic Book Writers &amp; Artists Tell Stories to Remember # 2 (2002)
- Space Ghost, minisèrie, # 1–6 (2005)
- Spectre vol. 3 #22 (1994)
- Supergirl vol. 4 #35
- Superman #675–683 (2008)
- Superman: Forever #1 (1998)
- Superman: Strength, minisèrie, #1–3 (2005)
- Superman/Fantastic Four (1999)
- Superman vs. Flash (2003)

##### America's Best Comics
- America's Best Comics Special #1 (2001)
- Promethea #1 (1999)
- Tomorrow Stories #1 (1999)
- Tom Strong #1 (1999)
- Top 10 #1 (1999)

#### Dynamite Entertainment
- A Game of Thrones #1–2 (2011)
- Avengers/Invaders, sèrie limitada, #1–12; Giant-Size #1 (2008–2009) (Marvel/Dynamite)
- Bionic Man #1–5 (2011)
- Black Terror #1–10 (2008–2009)
- Buck Rogers #1 (2010)
- Captain Victory #1–4 (2011–2012)
- Death-Defying' Devil #1–4 (2008–2009)
- Dragonsbane #1 (2012)
- The Green Hornet #1–12 (2010–2011)
- Kirby Genesis #1–4 (2011)
- Lord of the Jungle #1 (2012)
- Lone Ranger vol. 2 #1 (2012)
- Silver Star #1–3 (2011)
- Last Phantom #1–10 (2010–2012)
- Masquerade #2–4 (2009)
- Vampirella #1 (2010)
- Voltron #1–2 (2011–2012)

#### Marvel Comics
- All-New, All-Different Avengers #1–15 (2015–2016)
- All-New Captain America #1 (2014)
- The Amazing Spider-Man #568, 600, 789–800 (2008–2018), vol. 4 #1–32 (2015–2017)
- Avengers vol. 6 #1–674 (2016–2017)
- Avengers vol. 7 #10/700 (2018)
- Black Panther vol. 6 #1 (2016)
- Captain America vol. 5 #34 (2008)
- Captain America vol. 8 #695 (2017)
- Captain America vol. 9 #1–30 (2018–2021)
- Captain Marvel vol. 3 #1, 3, 17 (2002–2003)
- Captain Marvel vol. 8 #1 (2019)
- Daredevil #500 (2009)
- Daredevil/Spider-Man, minisèrie, #1–4 (2001)
- Earth X #0-12 (1999)
- Falcon vol. 2 #1 (2017)
- Fantastic Four vol. 6 #1, 6
- Fantastic Four: Full Circle (2022)
- 4 (Universe X Special) #1 (2000)
- Guardians of the Galaxy vol. 3 #18 (2014)
- Guardians 3000 #1–6 (2014–2015)
- Marvels X #1–6 (2020)
- The Immortal Hulk #1–50 (2018–2021)
- The Incredible Hulk #600 (2009)
- Invaders Now!, miniseries, #1–5 (2010–2011)
- The Invincible Iron Man vol. 3 #600 (2018)
- The Mighty Captain Marvel #1 (2017)
- Miracleman, reprint, #5 (portada variant) (2014)
- Paradise X #0–12 (2002)
- The Rise Of Ultraman #1 (2020)
- Spider-Woman, vol. 2 #1 (2009)
- The Torch miniseries #1–8 (2009–2010)
- Uncanny X-Men #500 (2008)
- Savage Hulk #1 (2014)
- Secret Wars #1–9 (2015)
- Tony Stark: Iron Man #1, 9 (2018–2019)
- Universe X #0–12 (2001)

#### Altres editorials
- Battle of the Planets #1–12 (2002–2003) (Image)
- Battle of the Planets/Thundercats (2003) (DC/Image)
- Battle of the Planets/Witchblade (2003) (Image)
- Call of Duty: Black Ops II "Origins" Downloadable Content Cover Art (2013)
- Life with Archie #37 (portada variant) (Archie Comics)
- Star Wars #1–20 (2013–2014) (Dark Horse)